# Viktor Tsukanov
Viktor Tsukanov (en ukrainien : Віктор Михайлович Цуканов), né le 4 février 2006 à Kirovograd, est un footballeur ukrainien qui joue au poste de milieu de terrain au Chakhtar Donetsk.

## Biographie

### Carrière en club
Né à Kirovograd en Ukraine, Viktor Tsukanov est formé par le Chakhtar Donetsk, où il commence sa carrière professionnelle en championnat d'Ukraine. Il joue son premier match avec l'équipe première du club le 3 mars 2024, entrant en jeu lors d'une victoire 5-2 contre Kryvbass Kryvy Rih en championnat.
Tsukanov est ainsi sacré champion d'Ukraine lors de la saison 2023-2024,.

### Carrière en sélection
Viktor Tsukanov est international junior avec l'équipe d'Ukraine des moins de 19 ans à partir de mars 2024.

## Palmarès
Chakhtar Donetsk
- Championnat d'Ukraine (1)
  - Champion en 2023-2024